# Halosydna tuberculifer
Halosydna tuberculifer är en ringmaskart som beskrevs av Chamberlin 1919. Halosydna tuberculifer ingår i släktet Halosydna och familjen Polynoidae. Inga underarter finns listade i Catalogue of Life.